# Kameruloria primitiva
Kameruloria primitiva är en insektsart som beskrevs av Andrej Vasiljevitj Gorochov 2003. Kameruloria primitiva ingår i släktet Kameruloria och familjen syrsor. Inga underarter finns listade i Catalogue of Life.